# モンタナ級戦艦
| モンタナ級戦艦                                                                           | モンタナ級戦艦 |
| ---------------------------------------------------------------------------------------- | --- |
| A model depicting what the Monatana class would have looked like had they been completed | |
| 艦級概観                                                                                 | |
| 艦種                                                                                     | 戦艦 |
| 艦名                                                                                     | 州名。一番艦はモンタナ州に因む |
| 前級                                                                                     | アイオワ級戦艦 |
| 次級                                                                                     | なし |
| 同型艦                                                                                   | モンタナ (BB-67) オハイオ (BB-68) メイン (BB-69) ニューハンプシャー (BB-70) ルイジアナ (BB-71) |
| 性能諸元 (1942年6月)                                                                     | |
| 排水量                                                                                   | 基準：63,221トン 満載：70,965トン |
| 長さ                                                                                     | 全長：925 ft(281.940 m) 水線長：890.0 ft(271.272 m) |
| 幅                                                                                       | 全幅：120.8 ft(36.779 m) 水線幅：121.2 ft(36.932 m) |
| 喫水                                                                                     | 最大：36 ft-10.563 in(11.244 m) |
| 速度                                                                                     | 28ノット(52 km/h) |
| 乗員                                                                                     | 2,355名、旗艦2978名 |
| 機関                                                                                     | 蒸気タービン 4軸 172,000 hp(128 MW) |
| 兵装                                                                                     | Mk.7 16インチ50口径砲 12門 （3連装砲塔として搭載） |
| 兵装                                                                                     | Mk.16 5インチ54口径砲 20門 （連装砲塔として搭載） |
| 兵装                                                                                     | 40 mm 機関砲 32門 （4連装砲塔として搭載） |
| 兵装                                                                                     | 20 mm 機関砲 20門 |
| 艦載機                                                                                   | カタパルト 2基 |
| 艦載機                                                                                   | 水上機 3機 |
| 装甲                                                                                     | 舷側：409mm (傾斜19度)+STS25.4mm（傾斜19度） 舷側水線下：機関部183mm～砲塔直下216mm（傾斜10度） バルクヘッド：457mm 主砲塔前面：457.2mm+114.3mm 主砲側面254mm＋19mm 主砲後面304.8mm＋19mm 主砲塔天蓋：232.48mm＋19mm 主砲バーベット：541mm 司令塔：457mm 甲板：主甲板STS19mm+STS38.1mm 装甲甲板147.32mm～155mm+STS32mm 第三甲板15.87mm 断片防御甲板STS15.87mm |

モンタナ級戦艦（モンタナきゅうせんかん、Montana Class Battleship）はアメリカ海軍の戦艦の艦級である。完成すれば日本海軍の大和型戦艦に匹敵する排水量の超弩級戦艦であった。
1940年に5隻の建造が承認され、9月に発注された。
その存在は、太平洋戦争開戦以前に日本でも報道されている。
本級は、当時のアメリカ海軍が保有していた艦艇の中では最大級の軍艦であり、造船所によっては拡張や、乾ドックの新造が必要になった。だが起工しないうちに1941年12月の太平洋戦争開戦を迎え、その後は戦局の推移、艦船運用思想の変化から1943年に全艦建造が取りやめとなった。アメリカ合衆国において設計された最後の戦艦の艦級である。

## 概要

### 大戦前の計画推移
1934年に第二次ロンドン海軍軍縮会議の予備交渉があった際、日本海軍が過去に八八艦隊の紀伊型戦艦や十三号型巡洋戦艦で18インチ砲搭載を検討したことから、それ以上の巨大戦艦を建造することも不可能ではないという論調があった。
1936年1月、第二次ロンドン海軍軍縮会議から日本が脱退した。5月には、日本海軍が条約制限を上回る21インチ砲（53センチ）を搭載した55,000トン級戦艦建造の噂が流れた。
日本の動向に同条約を批准した英米仏の三国は対応を協議し、1938年3月末にエスカレータ条項を発効した。この結果、軍縮会議で定められていた戦艦の主砲口径と基準排水量の上限はそれぞれ14インチから16インチ、35,000トンから45,000トンへと拡大された。これに伴い、英米仏の戦艦保有制限枠も拡大されることになった。アメリカ海軍は18インチ砲搭載型戦艦を検討していたが、艦型が50,000トン以上になることや命中率の観点から断念するに至った。
一方の日本は40,000トン級で30ノット程度を発揮する16インチ砲戦艦、もしくは18インチ砲戦艦を4隻以上建造していると見なされるようになった。
アメリカ合衆国では日本新型戦艦が20インチ砲搭載の風説があったものの、連合国海軍関係者は35,000トン級戦艦と見做していた。しかし日独伊三国同盟を締結している関係上、ドイツ海軍のビスマルク級戦艦と技術的共通点があるとの見解もあった。アメリカの新型戦艦は、日本海軍新型戦艦に対抗できる性能を持つ必要があった。
当時のアメリカ海軍では「互いの偵察艦隊（空母機動部隊）の決戦で制空権を奪取したのち、味方制空権下で戦艦同士の砲撃戦を行うもの」という戦術が考えられていた。この際、日本の偵察部隊に金剛型戦艦や、12インチ砲装備の超大型巡洋艦（B65型超甲型巡洋艦）が配属されて空母部隊と遊撃作戦を実施したと仮定した際、日米の空母部隊が接触時、アメリカの重巡以下で構成された偵察部隊が砲戦で敗北することが懸念された。
その為、空母決戦の構想が進むにつれ、空母部隊に随伴する巡洋戦艦（超甲巡）を大きく上回る砲撃力及び防御力を持った高速戦艦が必要不可欠と考えられるようになった。また、同時に主力戦艦同士の砲撃戦となった場合でも、日本戦艦を速力で上回る高速戦艦を保有すれば優位に戦闘が進められるという判断もあった。
こうした観点から、新型戦艦の計画は排水量をエスカレータ条項で認められた上限である45,000トン級とし、二つの案で検討されることになった。一つはサウスダコタ級戦艦と同じ27ノットに抑える代わり、18インチ砲9門又は16インチ砲12門を備え攻防力を強化した「低速戦艦(Slow Battleships)」案。もう一つは特殊打撃部隊(Special Strike Force、空母機動部隊の原型)を引率して味方艦隊を襲撃する可能性がある敵艦隊を捜索・攻撃し、金剛型の撃破と日本の戦列の圧倒するため、サウスダコタ級と同等の攻防力を持った33ノットの「高速戦艦 (Fast Battleships) 」案である。この二つの案は「低速戦艦」案が後のモンタナ級、「高速戦艦」案が後のアイオワ級として発展していった。
この低速戦艦案と高速戦艦案の検討は、エスカレータ条項の内容確定以前の1938年1月から開始された。4月には、関係者から5万トン級主力艦建造という情報が出た。低速戦艦案は「BB-65」案として、全20種の案が提出され検討された。当初搭載が考えられた16インチ56口径砲や18インチ45口径砲等の新型砲は、砲身の寿命が短いこと、45,000トン級で搭載すれば十分な防御を施せないこと、日本の新戦艦が18インチ砲を搭載していないとアメリカ海軍情報部が判断したことから見送られることとなった。そのため、20種の案はアイオワ級と同じ16インチ50口径砲を搭載することとなっていた。

### 大戦後の計画中止
1939年9月に始まった第二次世界大戦を受け、アメリカ合衆国でも新型戦艦に対する期待が高まり、1940年1月9日にはスターク作戦部長が「18インチ砲搭載の52,000トン戦艦を建造」と表明した。だがそれではおさまらず、20インチ砲搭載の80,000トン級戦艦まで議論されるに至った。
このような情勢下、アメリカ海軍は両洋艦隊法を成立させ、7隻の戦艦の建造予算が承認された。この内の5隻はBB-67からBB-71として承認され、ネームシップの“モンタナ”の名を取って「モンタナ級戦艦」と総称された。1番艦から5番艦までの建造予算は1940年7月19日に承認された。9月9日、各艦はアメリカ国内の造船所に発注された。また本級の建造にあわせて、造船所の増強もおこなう予定であった。モンタナ級が5隻が完成し、同時に承認されたアイオワ級2隻の追加建造も合わせれば、アメリカ海軍は17隻の新型戦艦を保有することになる。エセックス級航空母艦や巡洋艦の増勢と合わせるとアメリカ海軍の戦力は圧倒的となり、他国に対しての大きな利点となると考えられていた。また、日本海軍の新型戦艦(大和型)に対抗しえる艦となるはずであった。
しかしながら、この時点でも「BB-67」となったモンタナ級戦艦の案は固まっていなかった為に建造開始の承認は無く、建造中であったアイオワ級戦艦の建造が優先された。1941年3月には最終案「BB-67-4」が海軍上層部に承認を受けたものの、12月に太平洋戦争が始まり、アメリカが第二次世界大戦に参戦すると、戦局は航空母艦、揚陸艦艇、輸送船、潜水艦及び対潜水艦用の各種護衛艦艇を緊急に必要とするようになった。モンタナ級の起工は低優先度事項とされ、1941年中には起工されなかった。1942年に入って戦訓を取り入れた改設計も行われるものの、同年4月にはルーズベルト大統領からモンタナ級の建造計画の中止命令が下された。その後、海軍からは「アイオワ級2隻の追加建造を取り止めてモンタナ級を建造すべきだ」という声も上がったが決定は覆らず、1943年7月21日には1隻も起工されないまま建造計画はキャンセルされることとなった。
1番艦であるモンタナの艦名は、1921年のダニエルズ・プランで計画されたサウスダコタ級戦艦の3番艦に命名される予定であったが、翌年のワシントン海軍軍縮条約で同級の建造は中止されたためキャンセルされたものを改めて採用したものである。本級もキャンセルされたことで、モンタナ州はアメリカ合衆国の48州（当時）の中で主力艦に命名がなされなかった唯一の州となった。
なお戦時中の日本でもモンタナ級について報道されており、大和型戦艦については「新造戦艦」としか報じられていなかった日本国民には大きな脅威と受け止められていた事が当時、出版された書籍の記述から確認出来る。

## 性能諸元

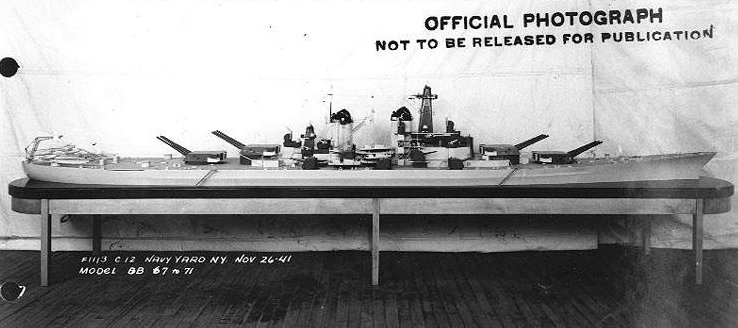
モンタナ級 完成予想模型

1942年6月の設計基準でモンタナ級の排水量は基準63,221英トン、満載70,965英トンであり、就役した場合フォレスタル級航空母艦が就役するまでアメリカ海軍最大の艦となるはずであった。主砲は50口径40.64cm（16インチ）3連装砲塔を4基12門、両用砲は新型の54口径12.7cm（5インチ）連装砲を10基20門とされた。各部の装甲は自らが搭載する砲に充分対抗できる装甲を持たなかったノースカロライナ級、サウスダコタ級、アイオワ級と比べて増強され、対応防御はMk.6 16インチ45口径砲(AP Mark 8、砲口初速701m/s、重量1,225kg)では18,000-31,000yd(16.5-28.3km)、Mk.5 16インチ45口径砲(AP Mark 5、砲口初速768m/s、重量1,016kg)では16,500-34,500yd(15.1-31.5km)であった。そして水中防御として艦底は3重底とした。機関部の配置は船体が大型化したためにノースカロライナ級からアイオワ級までのシフト配置を改め、コロラド級などと類似する機械室の両舷に罐室を並べる方式が採用された。8基のボイラーと4基のタービンが、個別の空間に収納された。この配置は後のミッドウェイ級航空母艦へと受け継がれた。水面下の艦尾の形状は以前の戦艦と同様にツインスケグであった。機関出力は4軸合計172,000馬力で重量増加や艦形の都合からも最高速力はアイオワ級よりも5ノット低下したが、サウスダコタ級よりは0.5ノット上がった28ノットを確保した。上部構造物はアイオワ級を基としたものとなり、3番艦のメインに艦隊旗艦設備、他の4艦には戦隊旗艦設備が設けられる予定であった　。
本級の全幅はパナマックスの33mを超える約37mで、パナマ運河の通航はできなかったが、本級建造の認可に合わせてパナマ運河に新閘門が建設される予定であった。新閘門完成後はモンタナ級の通行が可能になり太平洋と大西洋双方で運用が可能となるはずであったが、運河の拡張は戦後キャンセルされ、その後2016年6月26日に実現した。

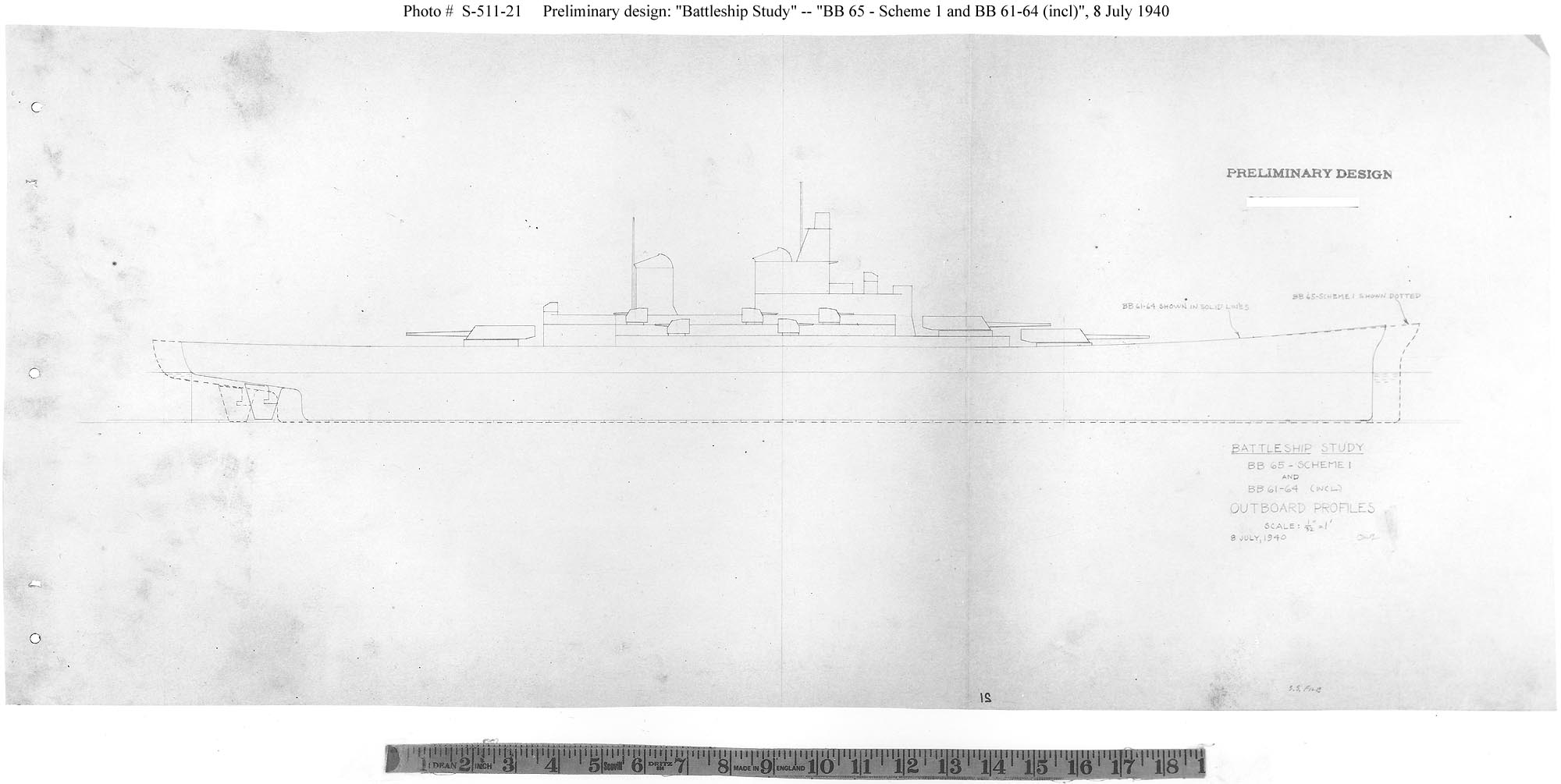
計画図面 BB 65-1
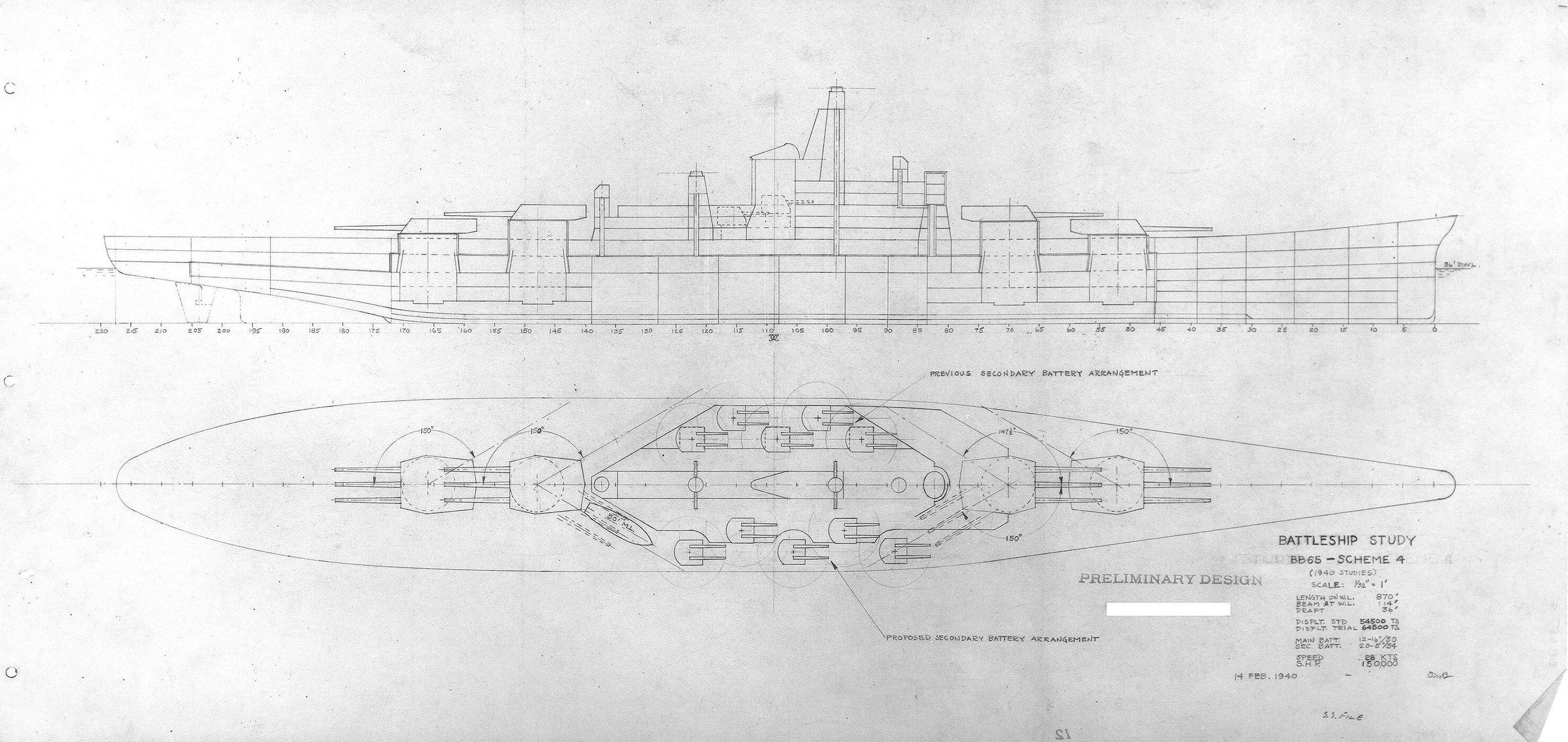
計画図面 BB 65-4
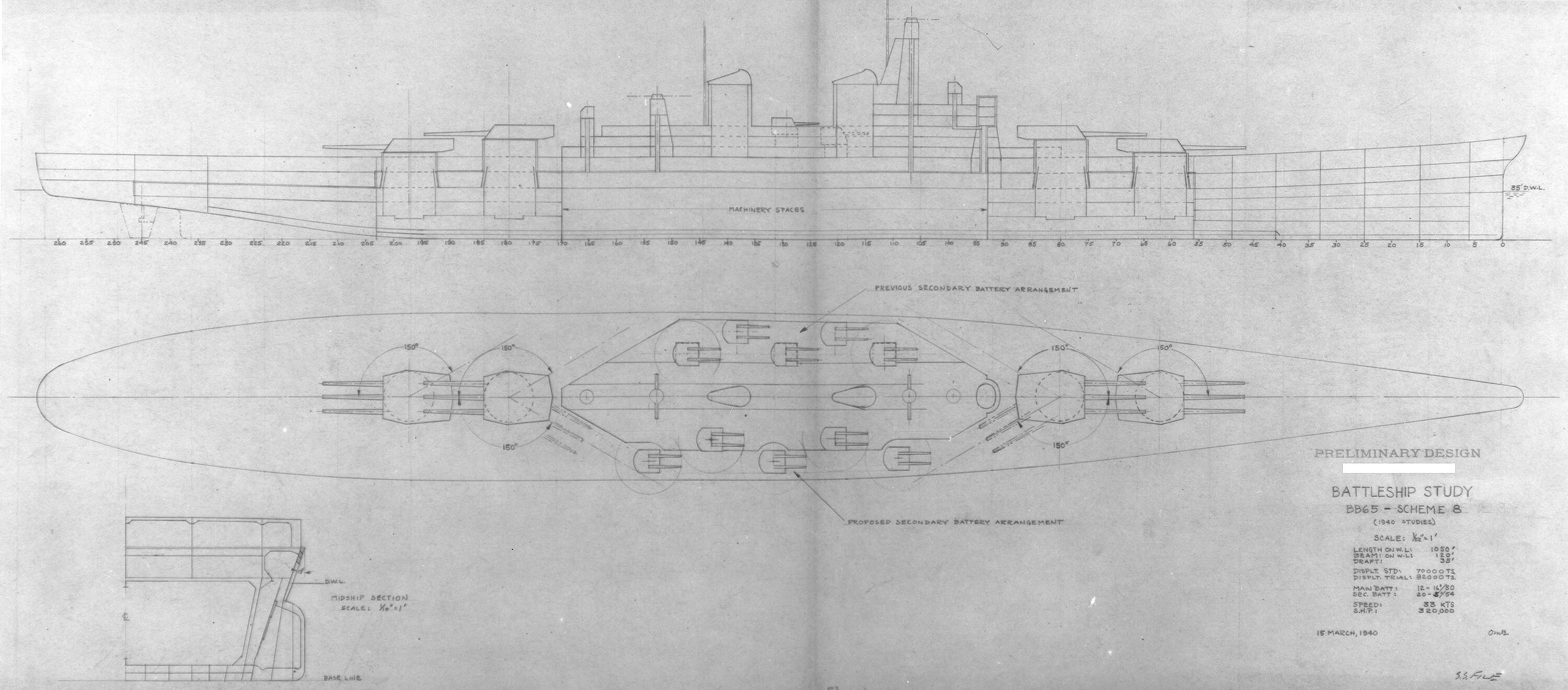
計画図面 BB 65-8

### 設計案
Heavyは2700lb(1,225kg)の砲弾である。Mk.4 16インチ56口径砲、AP Mark 3、砲口初速914m/s、重量954.5kg。設計案のImmunity Zoneは対16インチ50口径砲だが、舷側防御は対16インチ45口径砲とみられる。
| 設計案  | 基準排水量 | 主砲                 | 副砲        | 長さ    | 幅     | 馬力    | 速度 | 舷側  | 甲板  | Immunity Zone                                                           |
| ------- | ---------- | -------------------- | ----------- | ------- | ------ | ------- | ---- | ----- | ----- | ----------------------------------------------------------------------- |
| BB65A   | 45,435t    | 12門-16in/50         | 20門-5in/38 | 243.84m | 32.91m | 130,000 | 27   | 307mm | 121mm | 16in/45 16.5-27.4km                                                     |
| BB65B   | 45,658t    | 12門-16in/50         | 12門-6in/47 | 243.84m | 32.91m | 130,000 | 27   | -     | -     | -                                                                       |
| BB65C   | 43,800t    | 12門-16in/50 (4-4-4) | -           | 243.84m | 32.91m | 130,000 | 27   | -     | -     | -                                                                       |
| BB65C-1 | 43,580t    | 11門-16in/50 (4-3-4) | 20門-5in/38 | 243.84m | 32.91m | -       | -    | -     | -     | -                                                                       |
| BB65C-2 | 46,168t    | 12門-16in/50 (4-4-4) | 20門-5in/38 | 243.84m | 32.91m | -       | -    | -     | -     | 16in/56 舷側19.2km 16in/45(Heavy) 甲板24.6km                            |
| BB65C-3 | 45,191t    | 11門-16in/50 (4-3-4) | 20門-5in/38 | 243.84m | 32.91m | -       | -    | -     | -     | 16in/56 舷側19.2km 16in/45(Heavy) 甲板24.6km                            |
| BB65C-4 | 45,272t    | 11門-16in/50 (4-3-4) | 20門-5in/38 | 243.84m | 32.91m | -       | -    | 379mm | 122mm | 16in/50(Heavy) 17.4-25.4km 16in/56 舷側20.1km 16in/45(Heavy) 甲板23.7km |
| BB65C-5 | 44,793t    | 10門-16in/50 (4-2-4) | 20門-5in/38 | 243.84m | 32.91m | -       | -    | 363mm | 140mm | 16in/50(Heavy) 18.3-27.4km                                              |
| BB65C-6 | 44,840t    | 10門-16in/50 (3-3-4) | 20門-5in/38 | 243.84m | 32.91m | -       | -    | 363mm | 140mm | 16in/50(Heavy) 18.3-27.4km                                              |
| BB65D   | 44,021t    | 12門-16in/50 (4-4-4) | 12門-6in/47 | 243.84m | 32.91m | -       | -    | 307mm | 121mm | 16in/45                                                                 |
| BB65E   | 44,793t    | 12門-16in/50 (4-4-4) | -           | 243.84m | 32.91m | -       | -    | 335mm | 121mm | 16in/45(Heavy) 16.5-24.2km                                              |
| BB65F   | 41,627t    | 9門-16in/50          | 20門-5in/38 | 243.84m | 32.91m | -       | -    | 307mm | 121mm | 16in/45 16.5-27.4km                                                     |
| BB65G   | 44,654t    | 9門-16in/50          | 20門-5in/38 | 243.84m | 32.91m | -       | -    | 391mm | 157mm | 16in/50(Heavy) 16.5-27.4km                                              |
| BB65H   | 43,466t    | 9門-16in/50          | 20門-5in/38 | 243.84m | 32.91m | -       | -    | 391mm | -     | 16in/50(Heavy) 16.5-27.4km                                              |
| BB65I   | 44,432t    | 9門-16in/50          | 20門-5in/38 | 243.84m | 32.91m | -       | -    | 391mm | 140mm | 16in/50(Heavy) 16.5-27.4km                                              |
| BB65J   | 44,380t    | 9門-16in/50          | 20門-5in/38 | 243.84m | 32.91m | -       | -    | 363mm | 140mm | 16in/50(Heavy) 16.5-27.4km                                              |

| 設計案 | 基準排水量 | 主砲                 | 副砲        | 長さ    | 幅     | 馬力    | 速度 | 舷側  | 甲板  | Immunity Zone             |
| ------ | ---------- | -------------------- | ----------- | ------- | ------ | ------- | ---- | ----- | ----- | ------------------------- |
| BB65-A | 46,668t    | 12門-16in            | 20門-5in    | 243.84m | 32.91m | 130,000 | 27.5 | 307mm | 121mm | 16in/45 16.5-27.4km       |
| BB65-B | 46,896t    | 12門-16in            | 12門-6in/47 | 243.84m | 32.91m | 130,000 | 27.5 | -     | -     | -                         |
| BB65-C | 45,000t    | 12門-16in (3x4)      | 20門-5in    | 243.84m | 32.91m | 130,000 | 27.5 | -     | -     | -                         |
| BB65-D | 45,308t    | 12門-16in/50 (4-4-4) | 12門-6in    | 243.84m | 32.91m | -       | -    | 307mm | 121mm | 16in/45 16.5-27.4km       |
| BB65-E | 44,793t    | 12門-16in/50 (4-4-4) | 20門-5in/38 | 243.84m | 32.91m | -       | -    | -     | -     | 16in/45(Heavy) 舷側16.5km |

| 設計案  | 基準排水量 | 主砲         | 副砲        | 長さ    | 幅     | 馬力    | 速度  | 舷側  | 甲板  | Immunity Zone 16in/50(Heavy) |
| ------- | ---------- | ------------ | ----------- | ------- | ------ | ------- | ----- | ----- | ----- | ---------------------------- |
| BB65-1  | 51,388t    | 12門-16in/50 | 20門-5in/38 | 256.03m | 34.44m | 130,000 | 27.5  | 389mm | 140mm | 16.5-27.4km                  |
| BB65-2  | 53,312t    | 12門-16in/50 | 20門-5in/54 | 262.12m | 34.44m | 130,000 | 27.5  | 389mm | 140mm | 16.5-27.4km                  |
| BB65-3  | 51,500t    | 12門-16in/50 | 20門-5in/38 | 256.03m | 34.74m | -       | -     | 361mm | 140mm | 18.3-27.4km                  |
| BB65-4  | 53,500t    | 12門-16in/50 | 20門-5in/54 | 265.17m | 34.74m | -       | -     | 361mm | 140mm | 18.3-27.4km                  |
| BB65-5A | 56,600t    | 12門-16in/50 | 20門-5in/54 | 274.32m | 34.74m | -       | -     | 389mm | 157mm | 16.5-29.2km                  |
| BB65-6  | 62,000t    | 12門-16in/50 | 20門-5in/54 | 304.8m  | 35.05m | -       | 31    | 389mm | 157mm | 16.5-29.2km                  |
| BB-Y1   | 63,500t    | 12門-16in/50 | 20門-5in/54 | 304.8m  | 35.05m | 318,000 | 33    | 361mm | 140mm | 18.3-27.4km                  |
| BB-Y2   | 58,000t    | 12門-16in/50 | 20門-5in/54 | 304.8m  | 35.05m | 212,000 | 31.75 | 361mm | 140mm | 18.3-27.4km                  |
| BB-Y3   | 61,500t    | 12門-16in/50 | 20門-5in/54 | 304.8m  | 35.05m | 318,000 | 34+   | 361mm | 140mm | 18.3-27.4km                  |
| BB65-7  | 63,000t    | 12門-16in/50 | -           | 304.8m  | 35.96m | -       | -     | 361mm | 140mm | 18.3-27.4km                  |
| BB65-8B | 66,000t    | 12門-16in/50 | 20門-5in/54 | 320.04m | 35.35m | 320,000 | 33    | 389mm | 157mm | 16.5-29.2km                  |
| BB65-8C | 66,700t    | 12門-16in/50 | -           | 335.28m | 35.35m | -       | -     | 389mm | 157mm | 16.5-29.2km                  |

| 設計案   | 基準排水量 | 主砲         | 副砲        | 長さ    | 幅     | 馬力    | 速度 | 舷側  | 甲板  | Immunity Zone 16in/50(Heavy) |
| -------- | ---------- | ------------ | ----------- | ------- | ------ | ------- | ---- | ----- | ----- | ---------------------------- |
| BB65-1   | 50,500t    | 9門-16in/50  | 20門-5in/38 | 274.32m | 34.13m | 212,000 | 31   | 400mm | 140mm | 16.5-27.4km                  |
| BB65-2   | 53,500t    | 9門-16in/50  | 20門-5in/38 | 298.7m  | 34.44m | 212,000 | 33   | 400mm | 140mm | 16.5-27.4km                  |
| BB65-3   | 52,500t    | 12門-16in/50 | 20門-5in/38 | 262.12m | 35.35m | 130,000 | 28   | 371mm | 140mm | 16.5-27.4km                  |
| BB65-4   | 54,500t    | 12門-16in/50 | 20門-5in/54 | 265.17m | 35.35m | 150,000 | 28   | 371mm | 140mm | 18.3-27.4km                  |
| BB65-5   | 57,500t    | 12門-16in/50 | 20門-5in/54 | 283.46m | 35.96m | 150,000 | 28   | 400mm | 157mm | 16.5-29.2km                  |
| BB65-6   | 64,500t    | 12門-16in/50 | 20門-5in/54 | 320.04m | 36.88m | 212,000 | 31   | 400mm | 157mm | 16.5-29.2km                  |
| BB65-7   | 65,000t    | 12門-16in/50 | 20門-5in/54 | 304.8m  | 36.88m | 320,000 | 33   | 371mm | 140mm | 18.3-27.4km                  |
| BB65-8   | 67,000t    | 12門-16in/50 | 20門-5in/54 | 320.04m | 38.1m  | 320,000 | 33   | 400mm | 157mm | 16.5-29.2km                  |
| BB65-9   | 53,500t    | 9門-16in/50  | 20門-5in/38 | 268.22m | 35.35m | 130,000 | 28   | 411mm | 140mm | 16.5-27.4km                  |
| BB65-10  | 48,000t    | 9門-16in/50  | 20門-5in/38 | 252.98m | 34.13m | 130,000 | 28   | 411mm | 140mm | 16.5-27.4km                  |
| BB65-11  | 52,000t    | 9門-16in/50  | 20門-5in/54 | 262.12m | 34.13m | 150,000 | 28+  | -     | -     | 16.5-29.2km                  |
| BB65-11A | 52,000t    | 9門-16in/50  | 20門-5in/54 | 249.93m | 34.13m | 212,000 | 28+  | -     | -     | 16.5-29.2km                  |
| BB65-12  | 54,000t    | 9門-16in/50  | 20門-5in/54 | 289.56m | 34.13m | 212,000 | 32   | -     | -     | 16.5-27.4km                  |
| BB65-13  | 51,500t    | 9門-16in/50  | 20門-5in/54 | 262.12m | 32.91m | 212,000 | 28+  | 386mm | -     | 16.5-29.2km                  |

| 設計案 | 基準排水量 | 主砲         | 副砲        | 長さ    | 幅     | 馬力    | 速度 | 舷側  | 甲板  | Immunity Zone 16in(Heavy) |
| ------ | ---------- | ------------ | ----------- | ------- | ------ | ------- | ---- | ----- | ----- | ------------------------- |
| BB67-1 | 61,000t    | 12門-16in/50 | 20門-5in/54 | 271.27m | 35.96m | 212,000 | 28   | 400mm | 157mm | 17-30.2km                 |
| BB67-2 | 61,333t    | 12門-16in/50 | 20門-5in/54 | 271.27m | 35.96m | 212,000 | 28+  | 409mm | 147mm | 16.5-29.2km               |
| BB67-3 | 59,700t    | 12門-16in/50 | 20門-5in/54 | 271.27m | 35.96m | 172,000 | 28   | 409mm | 147mm | 16.5-29.2km               |
| BB67-4 | 60,500t    | 12門-16in/50 | 20門-5in/54 | 271.27m | 35.96m | 172,000 | 28   | -     | -     | 16.5-29.2km               |

## 同型艦
＊全て起工前に建造中止

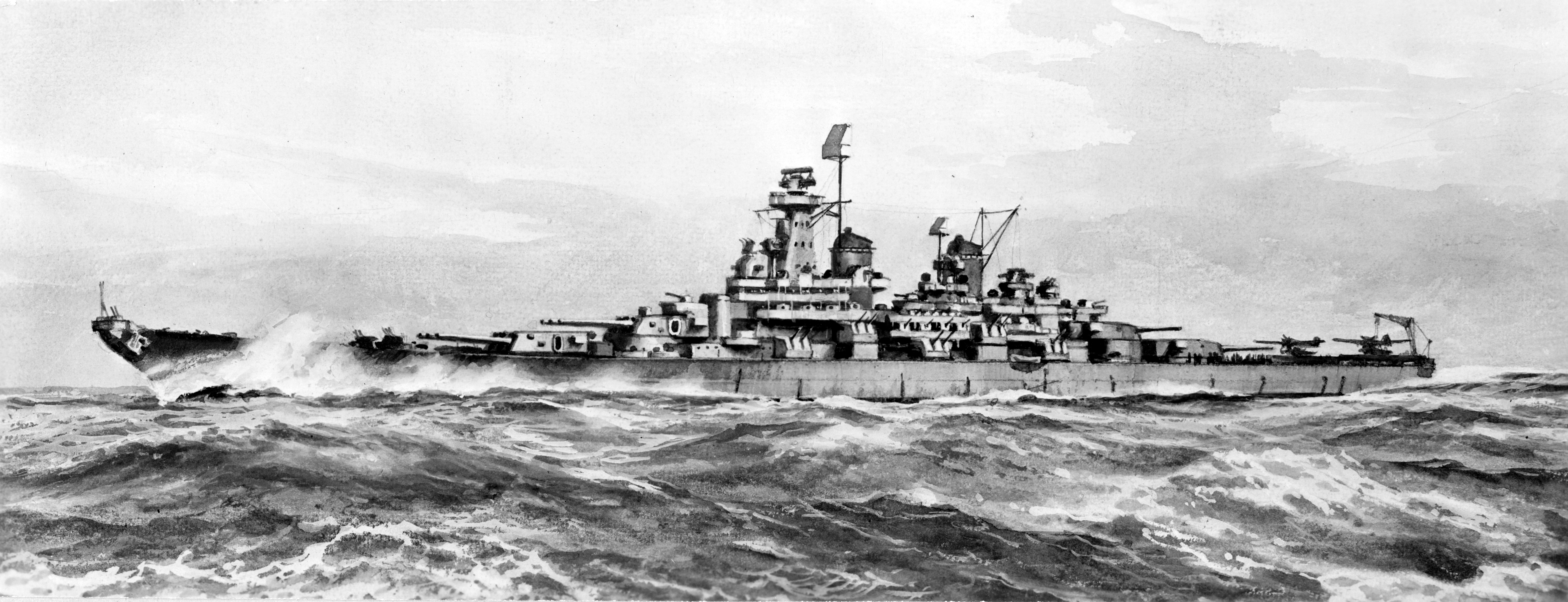
モンタナ(BB-67)の完成予想図

- モンタナ (USS Montana, BB-67)

建造所： フィラデルフィア海軍工廠
- オハイオ (USS Ohio, BB-68)

建造所：フィラデルフィア海軍工廠
- メイン (USS Maine, BB-69)

建造所：ニューヨーク海軍工廠
- ニューハンプシャー (USS New Hampshire, BB-70)

建造所：ニューヨーク海軍工廠
- ルイジアナ (USS Louisiana, BB-71)

建造所：ノーフォーク海軍工廠

## 登場作品
『波動大戦』（大幅改定版：『超時空イージス戦隊』）
「モンタナ」が登場。日本海軍の真珠湾攻撃が失敗したため、大艦巨砲主義が残ってドックに余裕があった事から建造される。しかし、度重なる設計変更で排水量の増大とギアード・タービンの容量不足で23ノットと低速であった。
大幅改定版では、日米の空母が全滅して戦艦が残った世界から「モンタナ」が時空転移してしまう。